# Mitigación
El propósito de la mitigación es la reducción de la vulnerabilidad, se puede decir como, la atenuación de los daños potenciales sobre la vida y los bienes causados por un evento geológico, como un sismo o tsunami; hidrológico, como una inundación o sequía; o sanitario.
Se entiende también por mitigación al conjunto de medidas que se pueden tomar para contrarrestar o minimizar los impactos ambientales negativos que pudieran tener algunas intervenciones antrópicas. Estas medidas deben estar consolidadas en un plan de mitigación, el que debe formar parte del estudio de impacto ambiental.
Entre 1995 y 2004 se registraron nueve de los diez años más calurosos de la historia. Aproximadamente 600 millones de personas sufren actualmente de desnutrición debido al colapso de los sistemas agrícolas como consecuencia del aumento de las temperaturas, una mayor exposición a la sequía y una pluviosidad errática. Por eso, abordar este problema resulta clave para reducir la pobreza. La estabilización dependerá del éxito de diversas medidas de mitigación, las cuales tienen un costo estimado de 400 millardos de dólares por año para los países en desarrollo. 
Aunque evaluar los instrumentos de mitigación es problemático, esto permite medir factores como la efectividad medioambiental o la eficiencia de costos. Por ejemplo, la implementación de reglamentos y de ciertos impuestos e incentivos financieros ha logrado reducir las emisiones globales de CO2. En contraste, la aplicación de permisos negociables y acuerdos voluntarios no lo han conseguido. Existen también otros instrumentos cuyo impacto aún no ha sido evaluado, como las campañas de información, o el apoyo financiero a investigación y desarrollo. Más allá de esto, es importante realizar un análisis costo-beneficio de cada instrumento para poder evaluarlos en detalle.